# Hoppstjärtar
Hoppstjärtarna (Collembola) är en ordning av leddjur. De finns i alla världsdelar, även på Antarktis, och i stort sett i alla typer av miljöer. De fanns redan under devon (för ungefär 400 miljoner år sedan). Antalet kända arter uppgår till cirka 8 800, varav 415 lever i Sverige.
I fuktiga gräsmarker kan det finns upp till 750 miljoner exemplar per hektar. De hittas vanligen i lövskiktet och i det översta jordlagret. Deras föda består av svampar och av förmultnande växtdelar.

## Taxonomi
De är en av tre ordningar i klassen urinsekter (Entognatha), en tämligen löst sammansatt klass, som också innehåller larvborstsvansar (Diplura) och trevfotingar (Protura). De räknades tidigare till de egentliga insekterna, men betraktas idag som en egen klass i understammen sexfotingar, men det råder delade meningar kring den exakta relationen mellan de olika klasserna/ordningarna inom sexfotingar.

## Utseende

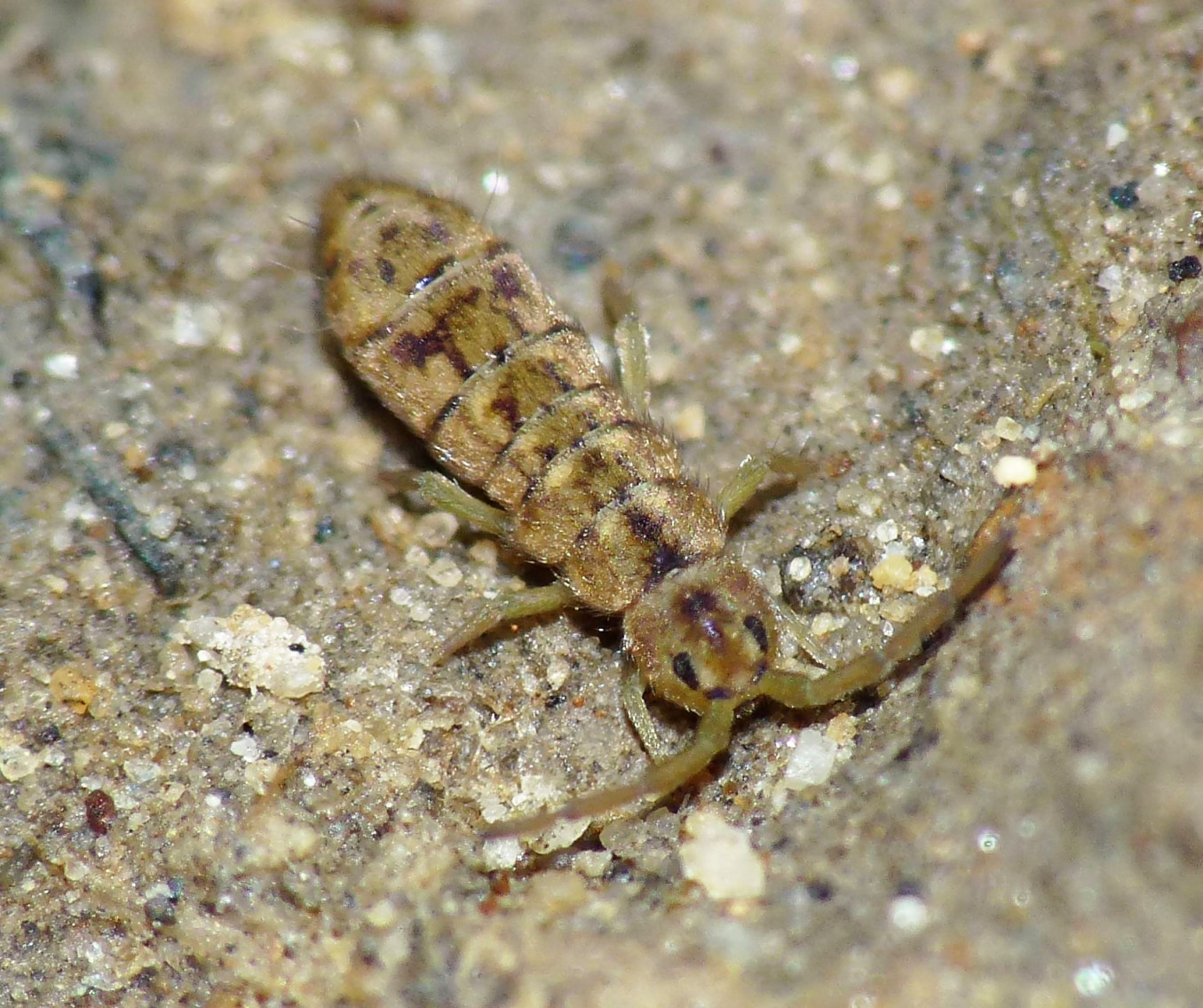
Hoppstjärt av arten Isotomurus palustris.

Djuren är upp till 6 mm långa (oftast mycket mindre), har upp till sex bakkroppssegment och sex ben. Vingar saknas. Ögonen är samlingar av punktögon, maximalt 8 på varje sida, men ögon kan även saknas helt. Som för alla Entognatha är mundelarna dolda av huvudkapseln. De är vanligen bitande, men kan också vara stickande-sugande. Djuren har okomplicerade antenner med högst sex leder.
Hoppstjärtarna genomgår ingen egentlig metamorfos utan har direkt utveckling. Det innebär att ungdjuren, nymferna, ser ut ungefär som de vuxna djuren.
På bakkroppens fjärde segment framifrån sitter vanligtvis en så kallad hoppgaffel, med vilken djuren kan ta långa språng om de oroas. Normalt ligger hoppgaffeln ihopvikt under buken, fasthållen av en spärrhake (retinaculum) på tredje segmentet. På första segmentet finns en så kallad ventraltub, ett slags vidhäftningsorgan.
Larvborstsvansar kan återskapa skadade kroppsdelar.

## Klot- och ledcollemboler
Hoppstjärtarna delas upp i två underordningar, som skiljer sig ganska markant åt till utseendet: 
Klotcollemboler (Symphypleona), med en nästan klotformad bakkropp där det inte urskiljs några gränser mellan segmenten. De har alltid hoppgaffel. Klotcollembolerna lever oftast en bit upp i markvegetationen, där de gnager på levande växter. 
Ledcollemboler (Arthropleona), som har en långsträckt bakkropp med tydliga segmentgränser. Ledcollembolerna kan ibland sakna hoppgaffel. Ledcollemboler hittas ofta i vissnande löv och annan förna, där de äter dött organiskt material och svamphyfer. I detta skikt kan det finnas över 1000 individer per liter.
| En typisk klotcollembol. |  | En typisk ledcollembol. |
| En typisk klotcollembol. |  | En typisk ledcollembol. |